# 世界衛生組織察覺抗生素手冊
世界衛生組織察覺 (廣泛使用、謹慎使用、保留使用) 抗生素手冊（2022）（The WHO AWaRe (Access, Watch, Reserve) antibiotic book）是世界衛生組織關於是否使用、何時使用以及如何選擇抗生素的指南。內容涵蓋基層醫療和醫院環境中兒童和成人的常見感染。 還包括如何使用抗生素、其劑量和療程持續時間。 也提供指引如何在不開抗生素的情況下，達到緩解症狀。
本书是世界卫生组织基本药物标准清单、儿童基本药物标准清单及察覺抗生素分類的辅助指引。